# 首里手
首里手（しゅりて、スイディー）とは、琉球王国の手から発展したという唐手（からて、現・空手）の一系統。琉球王府のあった首里に住む、首里士族によって継承・発展してきたものである。

## 概要
沖縄県では、琉球王国時代には唐手の流派というものは存在せず、主に唐手が盛んな三地域の地名を冠して、首里手、泊手、那覇手の三大系統に大きく分類される。ただし、「首里手」という用語そのものは、泊手や那覇手とともに、主に戦後になって使用されはじめたと考えられており、大正時代や昭和初期の船越義珍や本部朝基といった大家の文献には、それらの用語そのものを見いだすことはできない。
たとえば、船越義珍は唐手の系統を「昭林流」と「昭霊流」の二派に分けて解説しており、昭林流を首里手、昭霊流を那覇手と解釈する向きも今日あるが、しかし船越自身は、たとえば首里手の基本型であるピンアンを昭林流、ナイハンチを昭霊流に分類するなど、地域的な分類にはこだわっていない。
本部朝基は、「古来、琉球に伝はれる唐手は首里・那覇・泊の三大系統に大別することが出来る」と、地域的な特徴があったことは認めているが、首里手等の用語はまだ使用していない。また、この分類も流儀のような厳密な意味ではなく、あくまで概略的なものであり、たとえば同じ首里出身の松村宗棍とその弟子・糸洲安恒の間にも武術的な相違があったと述べている。
今日一般に、首里手は柔軟性重視、那覇手は筋骨重視が特徴と言われている。泊手は首里手とさほど変わらなかったらしい。本部によれば、古来首里では「六分の力でもって習練し、ひたすら敏活を旨とした」のに対して、那覇では「十分の力を傾注し、専ら、筋骨の発達に意を用ひた」としている。
首里手の代表的な型（形）には、ナイファンチ、パッサイ（抜塞：バッサイ）、クーサンクー（公相君）などがある。松村宗棍はナイファンチ、クーサンクー、五十四歩のみを教伝していたと言われている。
首里手の代表的な空手家としては、佐久川寛賀、松村宗棍、知花朝章、糸洲安恒、安里安恒、喜屋武朝扶、本部朝勇・本部朝基兄弟、屋部憲通、花城長茂、大城朝恕、船越義珍、喜屋武朝徳、知花朝信、城間真繁、摩文仁賢和、遠山寛賢などがいる。
首里手の流れを汲む空手の流派としては、松濤館流、錬武会流、和道流、糸東流、本部流、小林流、松林流、少林寺流、少林流などがある。